# Роберт Рамзак
Роберт Рамзак (нім. Robert Ramsak, нар. 28 жовтня 2006, Німеччина) — німецький футболіст хорватсько - словенського походження, атакувальний півзахисник клубу «РБ Лейпциг».

## Ігрова кар'єра

### Клубна
Роберт Рамзак є вихованцем клубної академії мюнхенської «Баварії», де він почав грати у 2014 році.
В червні 2024 року контракт футболіста з клубом добіг кінця і Рамзак як вільний агент перейшов до «РБ Лейпциг». Де починав грати в молодіжній команді (U-19). 15 січня 2015 року Рамзак отримав перший виклик до основного складу команди на виїзний матч чемпіонату Німеччини проти «Штутгарта». Через три дні футболіст також був в заявці на матч с «Бохумом» але в обох випадках Рамзак залишався на лаві запасних. 

### Збірна
Роберт Рамзак має хорватське походження з боку матері і словенське - з боку батька.
З 2021 року футболіст почав виступати за юнацькі збірні Німеччини. В травні 2023 року Рамзак брав участь у переможному юнацькому чемпіонаті Європи (U-17) і Угорщині. Восени того року Рамзак став переможцем юнацького чемпіонату світу (U-17) в Індонезії.

## Титули
Німеччина (U-17)
 Чемпіон Європи: 2023
 Чемпіон світу: 2023
 Найкращий бомбардир Чемпіонату Європи: 2023